# Севастопольский судебный процесс
Севасто́польский суде́бный проце́сс — один из послевоенных советских открытых судов в отношении иностранных военнослужащих, обвиняемых в совершении военных преступлений в период Второй мировой войны. Судили 12 немецких военнопленных (во главе с генерал-полковником Эрвином Йенеке), служивших ранее в 11-й и 17-й немецких армиях, состоявшийся в ноябре 1947 года. Их обвиняли в совершении военных преступлений на территории Крыма (все 12 подсудимых), Кубани (4 подсудимых), Украинской ССР (2 подсудимых), Ростовской области (2 подсудимых), Северного Кавказа (2 подсудимых) и Молдавии (1 подсудимый). В обвинительном заключении фигурировали преступления: убийства мирного гражданского населения (в том числе в ходе Холокоста), уничтожение населенных пунктов при отступлении и под предлогом борьбы с партизанами, угон населения в Германию на принудительные работы, убийства советских военнопленных, изъятие крови у советских детей для переливания её немецким офицерам.
В итоге все военнопленные были признаны виновными: 8 лиц получили по 25 лет, а остальные 4 лица по 20 лет каторжных работ. В 1955 году были установлены отношения между СССР и ФРГ, после чего к 1956 году выжившие осуждённые были репатриированы в ФРГ, то есть фактически отпущены на свободу.

## Название процесса
В советских газетах 1947 года («Флаг Родины», «Слава Севастополя») процесс назывался: «Судебный процесс по делу о злодеяниях немецко-фашистских захватчиков в Крыму и на Кубани». В приговоре дело названо иначе: «о злодеяниях немецко-фашистских захватчиков на территории Крымской области и на Кубани». В исторических исследованиях (например, в статье докторов исторических наук Е. В. Волкова и И. В. Сибирякова) используется название «Севастопольский судебный процесс».

## Предыстория

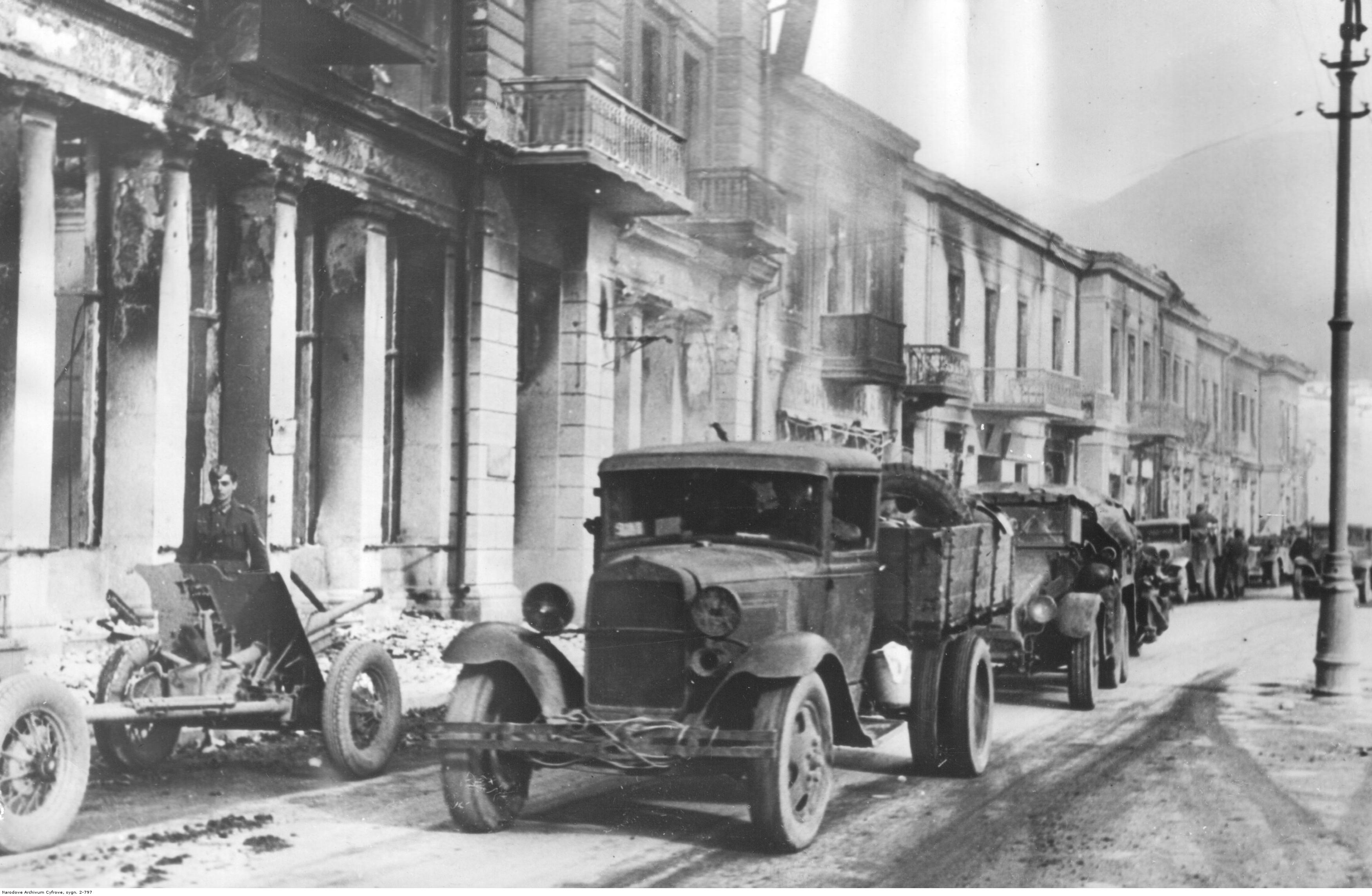
Ялта в период оккупации, ноябрь 1943 года

В октябре — ноябре 1941 года весь Крым (кроме Севастополя) был оккупирован немецко-румынскими войсками. В декабре — январе 1942 года часть Крыма (Керченский полуостров) была освобождена советскими войсками. Однако в мае 1942 года немецко-румынские войска вновь оккупировали Керченский полуостров. В июле 1942 года немецко-румынские войска взяли Севастополь. Таким образом, в июле 1942 года вся территория Крыма оказалась под оккупацией. В конце 1943 года часть Керченского полуострова была освобождена. Весь Крым был освобожден в мае 1944 года. Таким образом оккупация Крыма продолжалась до 2,5 лет. В течение значительной части этого времени (кроме периода с сентября 1942 года и до конца 1943 года) Крым был прифронтовым. В Крыму находилась значительная немецко-румынская группировка — около 130 тысяч немцев и 70 тысяч румын (по состоянию на апрель 1944 года).
Крым был одним из основных центров уничтожения пленных красноармейцев. В Крыму немцы захватили в плен почти 280 тысяч военнослужащих Красной армии и Черноморского флота, многие из которых (точная цифра погибших не установлена) погибли в лагерях для военнопленных (всего в Крыму создали 52 лагеря для военнопленных). География и климат Крымского полуострова не позволяли пленным совершать массовые побеги. Поэтому, несмотря на прифронтовой характер Крыма, лагеря для советских военнопленных действовали на полуострове даже в апреле 1944 года, то есть почти до полного освобождения полуострова.
Оккупация Кубани началась в августе — сентябре 1942 года. В начале октября 1943 года с освобождением Тамани Кубань была полностью освобождена. Таким образом, оккупация Кубани продолжалась около одного года. Весь этот период Кубань также была прифронтовым регионом.
В период оккупации Крым сильно пострадал. В обвинительном заключении сообщалось, что за время пребывания оккупантов в Крыму:
- «ими было убито и замучено 86 943 мирных жителя и 47 234 военнопленных, угнано в немецкое рабство 85 947 человек»;
- Немецкие захватчики уничтожили Севастополь, Керчь, Балаклаву, в значительной мере разрушили Симферополь, Ялту, Феодосию и другие населенные пункты с их санаториями, культурными учреждениями, памятниками искусства и культуры. В Крыму были разрушены «свыше 12 000 государственных предприятий и учреждений, 13 000 колхозных строений и более 15 000 жилых домов частных лиц».

Современные историки приводят примерно такие же цифры жертв населения Крыма. Доктор исторических наук Олег Романько отметил, что за весь период оккупации немцы и их пособники из числа местного населения расстреляли 72 тысячи человек, более 18 тысяч человек замучили в тюрьмах и лагерях (также на территории полуострова уничтожили 45 тысяч советских военнопленных).
Активную роль в военных преступлениях играли коллаборационисты из числа советских граждан — как жители Крыма, так и прибывшие из других местностей советские граждане, а также отпущенные на свободу немцами советские военнопленные. Полицейские активно участвовали в уничтожении евреев, крымчаков и цыган в ноябре 1941 года — августе 1942 года. Полицейские охраняли тюрьмы, концлагеря и лагеря военнопленных, а также принимали участие в уничтожении заключённых и военнопленных. Так 152-й крымскотатарский батальон Вспомогательной полиции порядка охранял концлагерь в совхозе «Красный» (Симферопольский район): в конце октября 1943 года и в начале апреля 1944 года провел массовые расстрелы, в ходе которых погибли несколько тысяч человек.
Численность коллаборационистов была значительной, но с лета — осени 1943 года начался их переход к партизанам. В конце 1943 года бывшие коллаборационисты (более 600 человек) составляли шестую часть всех крымских партизан. В итоге число коллаборационистов в частях вермахта и полиции сократилось с 35 тысяч человек (в январе 1944 года) до 13 тысяч человек (к апрелю 1944 года). Часть коллаборационистов (более 5 тысяч человек) была вывезена немцами из Крыма в оккупированные нацистами европейские страны.
После войны многие лица, причастные к этим преступлениям, попали в советский плен. В частности, генерал-полковник Эрвин Йенеке «пытался бежать в американскую зону оккупации Германии с фиктивными документами» на имя казначея Антона Гердеса, но был 11 июня 1945 года задержан советскими властями во Фрайберге.
В 1945—1946 годах в разных городах СССР прошли открытые судебные процессы в отношении иностранных военнопленных по обвинению в военных преступлениях. На некоторых из них рассматривались военные преступления, совершенные в Крыму. Так на Николаевском процессе был осужден и повешен 17 января 1946 года Роберт Берг, фельдфебель полевой жандармерии, который участвовал в пытках и расстрелах в Симферополе (расстрел 11 военнопленных), Бахчисарае и Севастополе (участие в расстреле 18 человек, включая детей). По приговору Минского процесса был повешен Эбергард Герф, который в Крыму в ходе карательной экспедиции уничтожил 26 партизан, а также арестовал около тысячи человек мирного населения (из этой тысячи часть была уничтожена, а остальные угнаны в Германию).

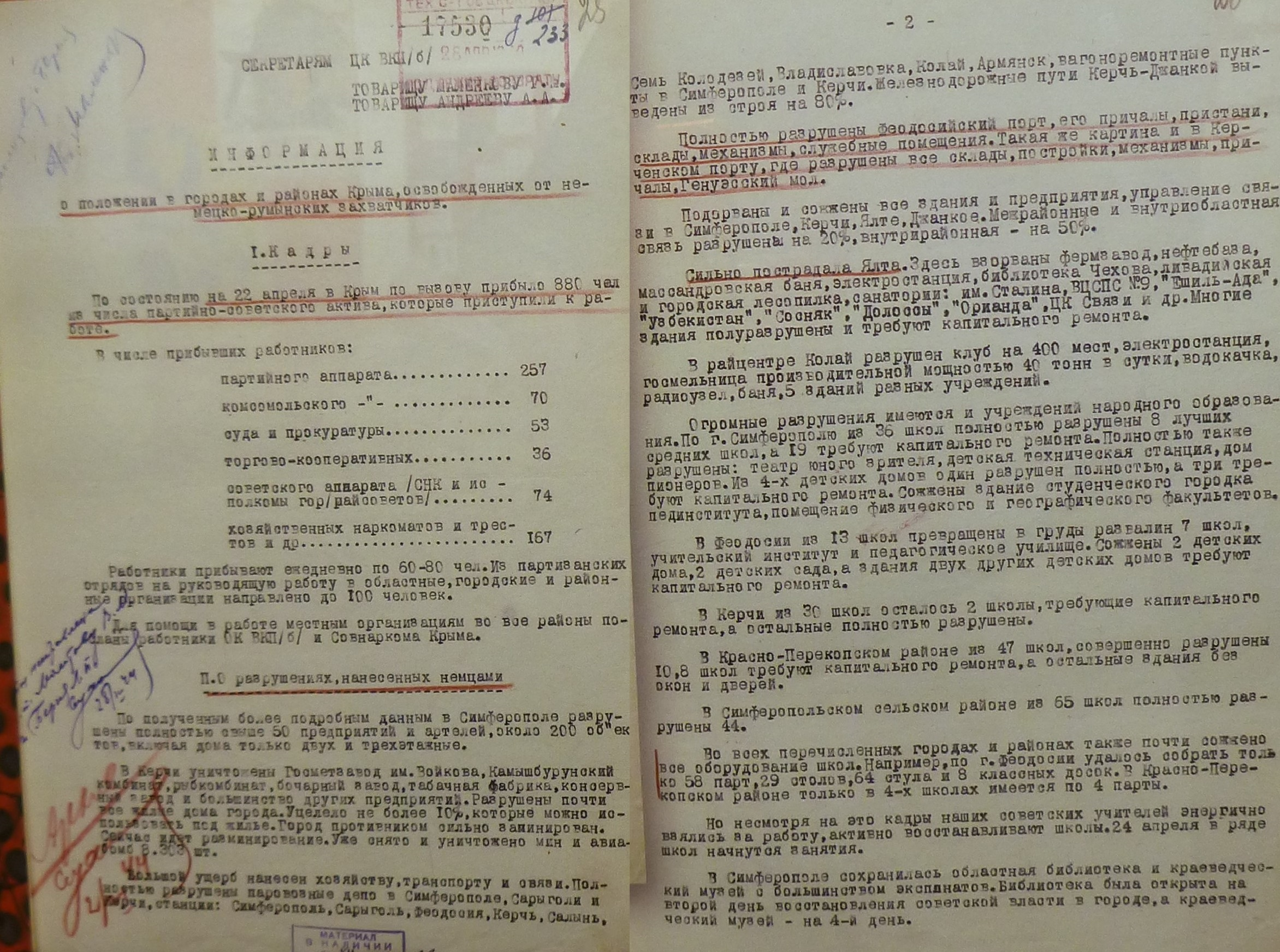
Информация секретаря Крымского обкома ВКП(б) В. С. Булатова о положении на освобожденной территории Крыма, 24 апреля 1944 года

18 мая 1947 года министр внутренних дел С. Н. Круглов представил заместителю председателя Совета Министров СССР В. М. Молотову проект правительственного постановления о проведении открытых судебных процессов в девяти городах: Севастополе, Кишиневе, Чернигове, Витебске, Бобруйске, Сталино, Полтаве, Гомеле, Новгороде.
Проект допускал, что судить будут в том числе лиц, которые не признали вину.
В начале сентября 1947 года Круглов и заместитель министра иностранных дел Вышинский в письме И. В. Сталину указали, что сотрудники Министерства внутренних дел собрали материалы на предание суду 136 военных преступников, в том числе 19 генералов, 68 офицеров и 49 солдат. В связи с этим Круглов и Вышинский предложили межведомственную комиссию по организации судебных процессов в следующем составе:
- министр юстиции Н. М. Рычков (председатель),
- первый заместитель Генерального прокурора СССР Г. Н. Сафонов (заместитель);
- министр внутренних дел С. Н. Круглов;
- заместитель министра государственной безопасности С. И. Огольцов;
- председатель Верховного суда СССР И. Т. Голяков;
- начальник Договорно-правового управления Министерства иностранных дел С. А. Голунский.

10 сентября 1947 года Совет Министров СССР принял постановление об организации открытых судебных процессов в девяти городах, предложенных Кругловым.

## Подготовка процесса
Сбор информации о военных преступлениях в Крыму начался сразу же после освобождения — были (как и на других освобожденных территориях СССР) сформированы комиссии, которые опрашивали очевидцев, собирали материалы. В частности, в городскую комиссию Севастополя вошли первый и третий секретари городского комитета партии Павел Лесик и Антонина Сарина, председатель горисполкома Василий Ефремов, профессор Георгий Славский и другие. Комиссия провела раскопки на местах расстрелов военнопленных на северной стороне Севастополя (из 190 воронок было извлечено 2020 трупов) и мирных граждан в районе Балаклавского шоссе и Юхариной балки.
Следственные действия по преступлениям, совершённым в Крыму, велись также на территории Румынии. В апреле — мае 1944 года в Румынию были из Крыма вывезены около 25 тысяч советских граждан, среди которых были те, кто служил немцам. Статья 5 Соглашения о перемирии между Румынией, СССР, Великобританией и США, заключённого 12 сентября 1944 года, предусматривала, что Румыния обязана передать СССР всех советских военнопленных, а также всех советских граждан, перемещённых на её территорию. Ещё до перемирия — 23 августа 1944 года — был арестован и отправлен в лагерь бывший муфтий татар Добруджи Садык Ибрагим, которого обвинили в поддержке движения за отделения Крыма от СССР и в создании в Добрудже организации по приёму прибывших из Крыма крымских татар. Весной 1945 года был передан НКВД один из лидеров добруджанского комитета помощи крымским беженцам А. Озенбашлы, который в сентябре 1947 года в СССР был приговорён к 25 годам.
Следственные действия в отношении конкретных военнопленных велись больше года. Это видно из арестов обвиняемых Севастопольского процесса (отраженных в приговоре):
- 28 сентября 1946 года — арестован Кайбель;
- 16 декабря 1946 года — арестован Кинне;
- 25 декабря 1946 года — арестован Ган;
- 10 января 1947 года — арестован Радатус;
- 4 октября 1947 года — арестован Линеберг;
- 10 октября 1947 года — арестованы Йенеке, Виллерт, Альберти, Гуземан, Флеснер и Браун;
- 20 октября 1947 года — арестован Шреве.

Следствие по делам немецких военнопленных велось в разных регионах СССР. В справке от 16 мая 1947 года, подписанной начальником Главного управления по делам военнопленных и интернированных МВД СССР Т. Ф. Филипповым и его заместителем А. З. Кобуловым «по делу немецко-фашистских карателей, изобличенных в зверствах против советских граждан, совершенных в период временной оккупации Крыма и Кубани», сообщалось, что «предаются суду» 18 военнопленных. В справке сообщалось, что дело планируется к рассмотрению в открытом суде:

Дело намечается к рассмотрению открытым судебным заседанием Военного Трибунала в городе Севастополе.
В этой же справке сообщалось, что следственные дела в отношении 14 обвиняемых закончены:
- МВД Украинской ССР — «групповое следственное дело» в отношении 11 лиц (Педаль, Гуземан, Браун, Флеснер, Кениг, Гакер, Экгоф, Оцекер, Газенедер, Дикгаф и Линеберг). Фигуранты этого группового дела «принимали непосредственное участие в массовых расстрелах советских военнопленных и мирных жителей в Багровском противотанковом рву и других прилегающих к гор. Керчь районах и уничтожении мирного советского населения, укрывшегося в Аджимушкайских шахтах-каменоломнях». По их делу были допрошены 13 свидетелей: 6 пострадавших советских граждан и 7 военнопленных;
- МВД Татарской АССР — следственные дела на Ган и Радатус. Сообщалось, что на Гана дали показания 7 жителей Крымской области;
- Управление МВД по Свердловской области — следственное дело в отношении Альберти.

В справке сообщалось о том, что вину полностью признали 17 из 18 обвиняемых (кроме Виллерта). Виллерт вину признал частично:

Виллерт, являясь ортскомендантом г. Евпатория, отдавал приказы, по которым советские граждане подвергались пыткам, расстреливались и угонялись в немецкое рабство.
По его же приказам разрушались и разграблялись материальные ценности промышленных предприятий и лечебных учреждений г. Евпатория.

Виллерт признал себя виновным только в том, что он причастен к разрушениям объектов и участвовал в угоне советского населения на каторгу в Германию, однако полностью изобличается показаниями свидетелей-военнопленных фон-Лестен и Кислинг, а также актом Республиканской Крымской комиссии от 5 февраля 1945 года, которая установила, что Виллерт является ответственным за зверства и злодеяния, совершенные немецко-фашистскими захватчиками в Евпатории.
В той же справке сообщалось, что Йенеке вину во вмененных ему преступлениях признал полностью:

Будучи допрошен в ОУ ГУПВИ МВД СССР Енекке полностью признал свою виновность в совершенных зверствах и злодеяниях на территории Крыма и Кубани, как организатор этих преступлений.
Все обвиняемые совершили преступления в Крыму (только о Кинне в справке не сказано, совершил ли он преступления в Крыму). Некоторым обвиняемым вменялись в вину также преступления, совершенные на других территориях СССР:
- Эрвин Йенеке — Кубань;
- Георг Педаль — Харьков («учинял зверские расправы в районе и г. Керчь, Феодосия и Харьков»);
- Кинне — Северный Кавказ («принимал участие в уничтожении жилых домов в г. Нальчике и Георгиевске»);
- Альберти — Кубань и Ростовская область («Отдал приказ об уничтожении еврейского населения г.г. Таганрог и Новороссийск»).

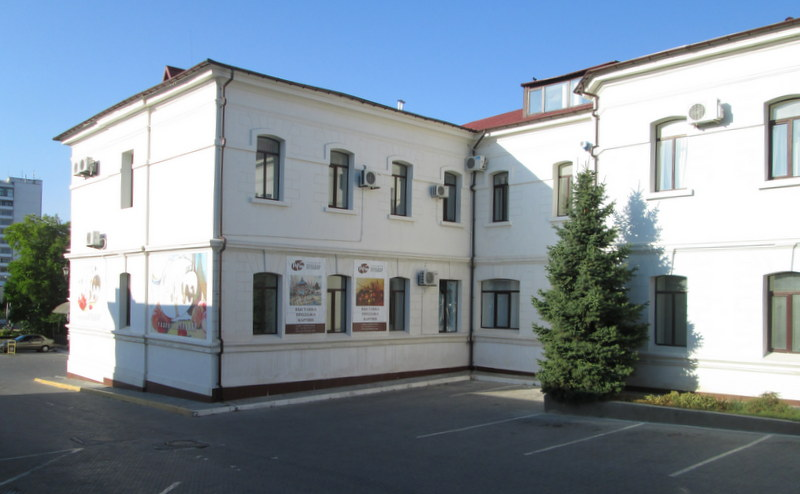
Бывшее здание Севастопольской тюрьмы

19 октября 1947 года в газете «Слава Севастополя» появилось сообщение Прокуратуры СССР о предстоящем процессе, причем указывалось, что главными фигурантами должны стать бывший командующий 17-й немецкой армией в период оккупации Крыма генерал-полковник Эрвин Йенеке и несколько офицеров, как «организаторы зверств, направленных против мирного населения». Через 10 дней обвиняемые, а также следственные материалы (20 томов) были доставлены в Севастополь, где обвиняемых поместили в городскую тюрьму.
В конце октября — начале ноября 1947 года в Крыму продолжались следственные действия. Показания о деятельности обвиняемых дали советские коллаборационисты. Были допрошены подсобная рабочая ортскомендатуры Евпатории М. Клюева (20 октября 1947 года) и кухонная работница М. Каменская (13 октября 1947 года). 17 октября 1947 года показания дал осужденный на 10 лет лишения свободы бывший городской голова Евпатории Н. Ф. Сулима. При этом Сулима осторожно приводил конкретные действия оккупантов, предпочитая давать общую характеристику их деятельности. В своих показаниях Сулима противоречил своей же коллаборационистской газете. В «Евпаторийских ведомостях» (их редактировал Сулима) сообщалось 11 января 1942 года о 2 тысяч расстрелянных жителях в связи с высадкой десанта в городе. На допросе Сулима заявил, что о расстреле он якобы чуть ли не впервые узнал от коменданта Евпатории только весной или летом 1942 года и что расстреляно было 1500 человек. 20 октября 1947 года была допрошена В. Скрипка (работала с июня 1942 года в бюро труда бухгалтером), которая рассказала об отправке эшелонов из Евпатории с советскими гражданами в 1942—1943 годах.
24 октября 1947 года П. Кайбель на допросе пытался скрыть масштабы преступлений. Кайбель отрицал, что в отношении арестованных применялись пытки и истязания, а также говорил, что за почти два года полицией и службой СС в Евпатории были арестованы около 500 советских граждан, из которых большинство подверглись не более чем 14 дням арестам и штрафам от 5 до 60 марок. Тогда провели очную ставку. Во время очной ставки 1 ноября 1947 года между ортскомендантом Виллертом и Кайбелем выяснились подробности плана по уничтожению хозяйства Евпатории: на совещании в конце 1943 года «майор Виллерт зачитал секретный приказ комендатуры № 751» (изданный на основании приказа главнокомандующего крымскими войсками). Согласно этому приказу, «в случае эвакуации Евпатории» ортскомендант отвечал «за выполнение уничтожения объектов военного значения, как то: казармы, военно-укрепленные пункты, электростанции, водоканал, склады с зерном, железнодорожные и другие мосты и промышленные объекты». На этом совещании, проводимом Виллертом, присутствовал Пауль Кайбель. Взрывы объектов в Евпатории провели 11 — 12 апреля 1944 года.
После очной ставки Виллерт — Кайбель показания 4 ноября 1947 года дал старший фельдфебель ортскомендатуры Евпатории Вилли Швайгофер, который рассказал о расстрелах в январе 1942 года (в том числе об их исполнителях), о непрекращавшихся арестах и казнях на протяжении всего периода оккупации, о регулярных облавах в Евпатории по приказам ортскомендантов с периодичностью 1-2 раза в неделю. По результатам этих облав часть задержанных расстреливалась, а из оставшихся набирались партии для отправки в Германию. Первый эшелон (около 1500 человек) был отправлен в Клагенфурт в июне 1942 года, второй эшелон (около 1500 человек) отправили из Евпатории в августе того же года. Третий эшелон (около 1000 человек) отправили в сентябре 1942 года. Швайгофер показал:

В период отправки населения в Германию, и позже, фельджандармерией периодически проводились по городу облавы, в результате задерживали и арестовывали советских граждан, почему либо оказавшихся без документов. Этих людей фельджандармерия направляла в СД для проведения следствия. Сколько всего было направлено из ортскомендатуры советских людей в СД, я не знаю, но я лично видел, что после каждой облавы направлялось около 10-12 человек… Мне лично говорили фельджандармы и солдаты СД, что этих людей, направленных в СД то ли комендатурой, то ли полицией, там расстреливали. Кроме того, я лично сам, примерно в октябре 1942 г. слышал выстрелы в СД, в результате чего я был уже убежден в правильности сказанного мне фельджандармами и солдатами…
8 ноября 1947 года военный прокурор Черноморского флота Д. Г. Камынин подписал обвинительное заключение в отношении 12 обвиняемых, которое в тот же день утвердил главный военный прокурор вооруженных сил СССР Николай Афанасьев утвердил обвинительное заключение в отношении 12 обвиняемых. В обвинительное заключение не вошли 7 из 11 лиц из группового следственного дела, которые фигурировали в справке Главного управления по делам военнопленных и интернированных от 16 мая 1947 года — Педаль, Гакер, Экгоф, Оцекер, Газенедер и Дикгаф. 4 фигурантов (Флеснер, Браун, Гуземан и Линеберг) группового следственного дела были включены в число 12 обвиняемых. Однако им в обвинительном заключении вменялось только уничтожение советского населения в Аджимушкайских каменоломнях (эпизод с расстрелами в окрестностях Керчи им вменен не был). Кроме того, в обвинительное заключение был включен отсутствующий в справке от 16 мая 1947 года Шреве.

## Состав суда
Дело рассматривал Военный трибунал Черноморского флота в составе:
- Председательствующий — генерал-майор юстиции Зайцев;
- Члены трибунала — полковник юстиции Евсиков и подполковник юстиции Федорчуков.

## Государственный обвинитель
Государственное обвинение поддерживали военный
прокурор Черноморского флота генерал-майор юстиции Д. Г. Камынин и подполковник юстиции Маркелов.

## Подсудимые Севастопольского процесса и предъявленные им обвинения

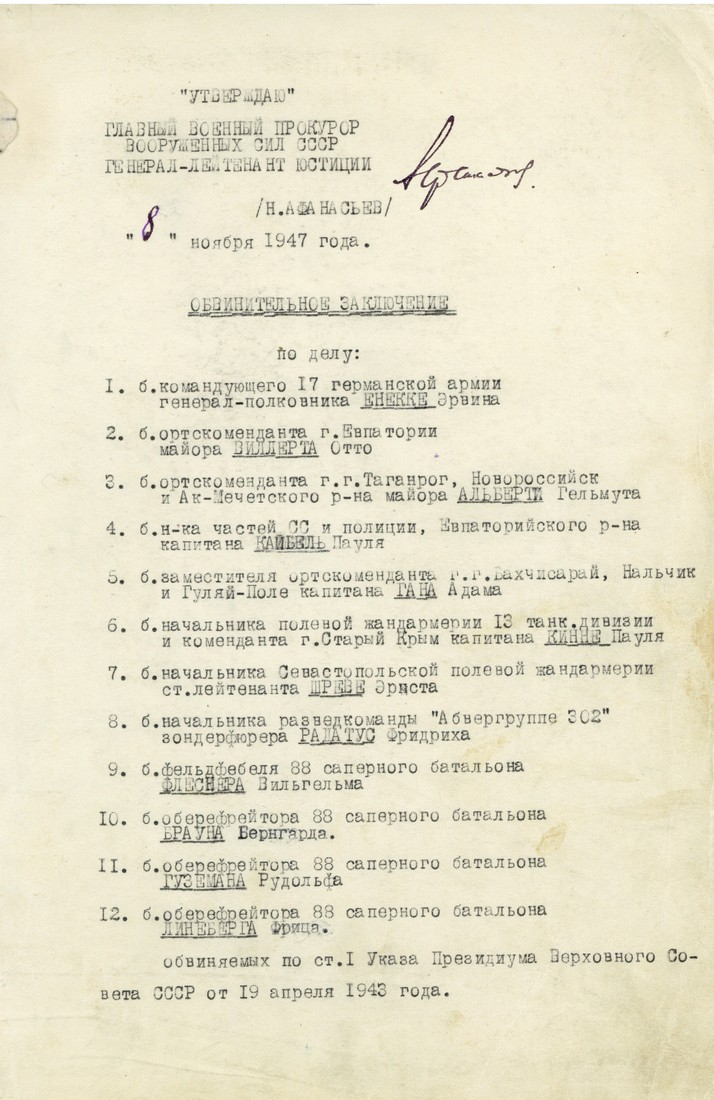
Обвинительное заключение Севастопольского процесса (1 страница со списком обвиняемых). Утверждено 8 ноября 1947 года.

Конкретные обвинения были следующие:
- Эрвин Йенеке, генерал-полковник, 1890 года рождения. Обвинялся в том, что в сентябре 1943 года в немецкий офицерский госпиталь в Старо-Титаровской (там был штаб 17-й армии) из станицы Горностаевской доставили 40 детей в возрасте от 6 до 13 лет. У них врачи госпиталя взяли кровь для переливания раненым офицерам. «В результате этого дети погибли и трупы их были выброшены немцами за околицу». Также по приказу Йенеке во время эвакуации 17-й немецкой армии в Крым с Таманского полуострова было насильственно вывезено все трудоспособное население — 106 тысяч человек. В Крыму, по приказам Йенеке, в октябре-ноябре 1943 года и в апреле 1944 года расстреляли всех заключенные концлагерей и тюрем (всего около 6,5 тысяч человек). По приказу Йенеке в ноябре-декабре 1943 года для борьбы с партизанами была создана «мертвая зона» вокруг районов горного Крыма, в полосе от Карасубазара до Бахчисарая общей площадью 800 км². В ходе операции по созданию этой зоны немцы сожгли 30 деревень и расстреляли около 300 жителей, выселили более 2 тысяч человек, разграбив большую часть принадлежащего им имущества. Йенеке также обвиняли в разрушении в ходе эвакуации 17-й армии из Крыма в апреле-мае 1944 года экономических объектов и структур жизнеобеспечения в Севастополе;
- Отто Виллерт, майор вермахта, 1897 года рождения. В июне-декабре 1942 года Виллерт служил офицером для особых поручений и заместителем начальника военной комендатуры Евпатории. Затем до февраля 1944 года занимал пост военного коменданта Евпатории. В период своей службы в Евпатории лично отдавал приказы о расстрелах нескольких десятков человек. Летом 1943 года за сорванный неизвестным лицом на одной из улиц портрет Гитлера приказал арестовать и повесить в городском парке двух случайных прохожих. Виллерт организовал насильственный вывоз в Германию на принудительные работы около 5 тысяч жителей Евпатории, а также составил план уничтожения городского хозяйства на случай отступления немецких войск из Крыма. Согласно этому плану, «в апреле 1944 года, при отступлении немцев из Евпатории, были вывезены ценности, принадлежавшие общественным организациям и учреждениям, разграблены и уничтожены ряд санаторий, взорваны промышленные объекты, превращены в развалины кварталы жилых домов». Также Виллерту вменялось разграбление имущества примерно 10 тысяч жителей Новороссийска, вывезенных на работы в Германию;
- Гельмут Альберти, майор, 1891 года рождения. Служил военным комендантом Таганрога и Новороссийска. В обоих городах Альберти организовал поиск и уничтожение около 3 тысяч человек, обвиняемых в противодействии оккупационным властям. Также под угрозой расстрела обязал жителей городов сдать «олово и оловянные вещи». В январе 1943 года Альберти организовал выселение из Новороссийска около 10 тысяч гражданских лиц, конфисковав их имущество. В период с октября 1943 года по апрель 1944 года служил военным комендантом Ак-Мечети. В этой должности Альберти организовал насильственный вывоз более 900 советских граждан на принудительные работы в Германию, таких оказалось более 900 жителей. По его приказу, солдаты комендатуры избили четырёх матросов с советского торпедного катера, потерпевшего крушение вблизи поселка, и летчика сбитого самолёта. По приказу Альберти, во время отхода немецких войск из Крыма были разрушены промышленные объекты и городского хозяйства Ак-Мечети. Также в Таганроге, Новороссийске и Ак-Мечети Альберти «с помощью подчиненных ему жандармов и полиции выгонял советское население на тяжелые оборонительные работы, независимо от состояния здоровья и возраста»;
- Пауль Кайбель, гауптштурмфюрер СС, 1899 года рождения. С июля 1942 года по апрель 1944 года Кайбель был командиром частей СС и полиции Евпаторийского округа. Исполняя приказы военного коменданта Евпатории Кайбель организовал расстрелы около 500 местных жителей, реквизиции, насильственный вывоз населения в Германию. «Лично Кайбель 2 мая 1944 года водным путем из Севастополя в Констанцу доставил на венгерском транспорте „Будапешт“ 400 советских граждан, принудительно направленных в Германию». Кайбель участвовал в операции по созданию «мертвой зоны» для борьбы с партизанами: рота под его командованием сожгла 10 деревень и расстреляла 26 сельских жителей;
- Адам Ган, капитан, 1887 года рождения. С октября 1943 года по апрель 1944 года капитан исполнял обязанности заместителя коменданта Бахчисарая. В ходе операции по созданию «мертвой зоны» по его приказу в Мангуше расстреляли около 120 мужчин разного возраста («отбором граждан для расстрела руководил лично Ган»). Ган руководил отправкой из Бахчисарая в Германию почти 4 тысяч человек. Также Ган был причастен к угону в Германию населения Нальчика и Гуляйполя. Кроме того, Ган в Гуляйполе в июле 1942 года «лично допрашивал и жестоко пытал тяжело раненного советского парашютиста». В качестве офицера ортскомендатуры № 794 в Нальчике и Гуляйполе Ган занимался учётом и арестом советских граждан;
- Эрнст Шреве, обер-лейтенант полевой жандармерии, 1895 года рождения. С июля 1942 года по май 1944 года Шреве являлся начальником полевой жандармерии Севастополя. Шреве организовал облавы и расстрелы заранее определённых к уничтожению германскими оккупационными властями категорий населения города (от 1 тысячи до 1,5 тысяч человек). В частности, в ходе облав, организованных 3 июля 1942 года силами жандармерии Шреве, «под видом военнопленных было собрано более 40 тысяч человек, большинство которых не имело никакого отношения к военной службе». После расстрелов части этих граждан остальные были отправлены пешком в лагеря. Также в конце июля 1942 года в районе «4-го километра» были расстреляны 150 советских военнопленных из лагерного лазарета. 4 декабря 1943 года погрузили на баржу 1000 советских военнопленных и подожгли её, причем «при попытке мирных советских граждан города Севастополя оказать помощь военнопленным, полевая жандармерия, руководимая Шреве, стреляла в этих граждан с тем, чтобы воспрепятствовать им в оказании помощи советским военнопленным». Шреве организовал повешение 1 сентября 1942 года на Пушкинской площади трех 15-летних подростков, обвиненных в саботаже. Шреве был причастен к разрушению зданий и коммуникаций Севастополя;
- Пауль Кинне, капитан, 1914 года рождения. В 1943 году служил военным комендантом Старого Крыма, а затем начальником полевой жандармерии 13-й танковой дивизии. «По собственной инициативе Кинне выявлял среди военнопленных Советской армии командиров, комиссаров и политруков с целью последующего их расстрела». В 1942 году в Ростове-на-Дону Кинне выявил и передал на расправу 61 человека, а в Таганроге 40 человек. Он был причастен к расстрелу более 200 человек на Кубани в феврале 1943 года при конвоировании колонны, состоявшей из 600 советских пленных, из станицы Тимашевской в Краснодар. Кроме того, Кинне был причастен к расстрелу в Молдавии в мае 1944 года в районе деревни Бума (25 километров от Кишинёва) около 100 раненных военнопленных, которых, по словам Кинне, отказались принимать в лагерь. В августе — сентябре 1942 года Кинне «в городах Майкоп, Моздок, а также в районах Малого Малгобека, станицы Курганной, а также в населенном пункте Гнаденберг, под видом борьбы с партизанами и разведчиками, расстрелял до 40 человек советских граждан». Также Кинне был причастен к регулярно проводимые полевой жандармерией 13-й танковой дивизии во время её отступления поджогам деревень и отправке сельских жителей в Германию. Кинне также занимался уничтожением населенных пунктов Кубани и Северного Кавказа (уничтожили жилые дома в Нальчике и в Георгиевске), выселением местных жителей (в частности, выселили жителей Ардона, Эльхотово), расстрелами. В августе — сентябре 1942 года «на Северном Кавказе по приказу Кинне жандармы расстреляли 40 советских граждан». Также жандармы по приказу Кинне уничтожали склады хлеба и горюче-смазочных материалов. Кроме того, Кинне занимался уничтожением населенных пунктов Украинской ССР: «в августе — сентябре 1943 года между городами Мариуполь и Мелитополь жандармерией Кинне было сожжено 10 деревень, при этом жители угонялись на работу, а их имущество расхищалось»;
- Фридрих Радатус зондерфюрер «Абвер команды-302», 1903 года рождения. «Абвер команды-302» действовала с июля 1943 года по апрель 1944 года в районе Старого Крыма и Феодосии против партизан. Лично участвовал в пытках во время допросов и в расстреле 31 заключенного. В январе-феврале 1944 года принимал участие в расстреле 10 жителей Карасубазарского района (среди них 2 женщины);
- Вильгельм Флеснер, фельдфебель 3-й роты 88-го саперного батальона 46-й пехотной дивизии 11-й армии, 1915 года рождения. Причастен к подрыву входов в Аджимушкайские каменоломни, забрасывании проломов дымовыми шашками и гранатами, специальной смесью из огнеметов. В Аджимушкайских каменоломнях погибло не менее 3 тысяч человек гражданского населения;
- Бернгардт Браун, обер-ефрейтор, 1921 года рождения. Участвовал в подрыве входов и сводов катакомб, расстреливал покинувших катакомбы гражданских лиц и советских военнопленных. Лично убил 4 человек и участвовал в расстреле ещё 45 советских граждан совместно со своими сослуживцами;
- Рудольф Гуземан, обер-ефрейтор, 1919 года рождения. Сослуживец Брауна и Флеснера. Участвовал в преступлениях саперов 46-й дивизии. Кроме того, совместно с другими военнослужащими вермахта расстрелял более 50 советских граждан, причем «лично убил 4-х человек»;
- Фриц Линеберг, обер-ефрейтор 2-й роты 88-го саперного батальона, 1922 года рождения. Участвовал в преступлениях саперов 46-й дивизии — «на протяжении 4-х суток в составе группы солдат, нес охрану выходов из шахт и, во время нахождения на посту, неоднократно стрелял в направлении выходов».

По национальности, согласно приговору, все 12 подсудимых были немцами. 10 из 12 подсудимых родились на территории Германии. Виллерт родился на территории Чехословакии, которая на момент его появления на свет входила в состав Австро-Венгрии. Родной город Виллерта — Нови-Йичин (в приговоре указан как «Нейтитштейн») — в октябре 1938 года согласно Мюнхенскому соглашению перешел к Германии. Радатус родился в Риге, которая на тот момент входила в состав Российской империи.
В приговоре также было указано членство в нацистских организациях:
- Члены НСДАП — 6 подсудимых (Виллерт, Альберти, Кайбель, Ган, Шреве и Радатус);
- Члены Гитлерюгенд — 2 подсудимых (Браун и Гуземан).

Все 12 подсудимых совершили преступления на территории Крыма. Некоторые из подсудимых совершили преступления также вне территории Крыма:
- 4 подсудимых (Йенеке, Виллерт, Альберти, Кинне) совершили преступления на Кубани;
- 2 подсудимых (Кинне и Ган) совершили преступления на Северном Кавказе;
- 2 подсудимых (Кинне и Ган) совершали преступления на территории Украинской ССР;
- 2 подсудимых (Кинне и Альберти) совершал преступления в Ростовской области;
- 1 подсудимый (Кинне) совершил преступление на территории Молдавии.

Трое подсудимых обвинялись также в участии в Холокосте:
- Альберти отдал приказы о массовом уничтожении евреев Таганрога и Новороссийска[2]:

В конце октября 1941 года по приказу Альберти было собрано у школы еврейское население города Таганрога в количестве до 1600 человек, а затем фашистские изверги всех собранных ограбили, отправили на Петрушину косу и там расстреляли… В октябре 1942 года в г. Новороссийске по приказу ортскоменданта Альберти было зарегистрировано и собрано все еврейское население города, а затем всех евреев ограбили, вывезли на Сунджукскую косу и там расстреляли.
- Шреве был причастен к массовому уничтожению евреев Севастополя после взятия города летом 1942 года[2]:

С 6 по 12 июля 1942 года при активном участии жандармерии во главе со Шреве на стадионе «Динамо» было собрано еврейское население города в количестве 1500 человек, в том числе старики, женщины и дети, а затем этих людей вывезли из города и в районе деревень Шули и Болто-Чокрак расстреляли и умертвили газом автомашинах-душегубках.
- Ган руководил арестами и расстрелами евреев Нальчика и Гуляй-Поля, но арестовывал и расстреливал их наравне с советскими активистами[2]:

В феврале 1942 года с прибытием ортскомендатуры № 794 в Гуляй-Поле при непосредственном руководящем участии Гана, был организован учёт и арест евреев, цыган и советско-партийного актива, а в конце марта или начале апреля 1942 года эти арестованные в количестве 130 человек, в том числе женщины и дети, под непосредственным руководством Гана были расстреляны… С августа 1942 года до января 1943 года в период действия ортскомендатуры № 794 в г. Нальчике Ган через бургомистров выявлял коммунистов, евреев и других, так называемых «неблагонадежных» лиц и списки этих лиц передавал в «СД» для расправы. По этим спискам около 600 жителей Нальчика и прилегающих к нему населенных пунктов были арестованы и в январе 1943 года расстреляны.

## Правовая квалификация деяний подсудимых
Всех обвиняемых судили по статье 1 указа Президиума Верховного совета СССР от 19 апреля 1943 года.

## Доказательства обвинения
В качестве доказательств вины подсудимых использовались следующие:
- Показания свидетелей (как из числа советских граждан, так и из числа немецких военнопленных);
- Собственные признания подсудимых;
- Показания подсудимых в отношении друг друга.
- Акты комиссий в составе Чрезвычайной государственной комиссии;
- Судебно-медицинские акты;
- Собственные приказы обвиняемых, в частности указывалось, что вина Альберти подтверждается «приобщенными к делу приказами и распоряжениями Альберти»;
- Фотографии (в частности, трупов расстрелянных);
- Иные документы. В частности, виновность Шреве в преступлениях в отношении советских военнопленных подтверждалась в том числе «журналом учёта раненных и больных советских военнопленных, содержавшихся в лагере-тюрьме».

## Свидетели обвинения и эксперты
Всего на процессе выступили 42 свидетелей (в том числе священник
Алуштинской церкви П. А. Клягин).

## Линия защиты и адвокаты подсудимых
Линия защиты была у подсудимых разной:
- Непризнание вины и ссылка на военные условия — Эрвин Йенеке;
- Частичное признание вины — Адам Ган, Эрнст Шреве.

Так Эрвин Йенеке говорил, что среди 300 тысяч его подчиненных могли оказаться отдельные преступники, но обвинять в этом его, командующего армией, «так же смешно, как обвинять Севастопольский горсовет в преступлениях, совершенных проживающими на его территории жителями». Йенеке оправдывал свои действия войной и говорил, что показания свидетелей и обвинения в его адрес сфабрикованы. Йенеке даже обвинил советский трибунал, заявив следующее:

Вы умаляете роль и достоинство своей Красной Армии, характеризуя немецкие войска как шайку бандитов и уголовных преступников. С кем же тогда боролась и кого побеждала Красная Армия?
Отто Виллерт отрицал обвинения в разграблении имущества примерно 10 тысяч жителей Новороссийска, отправленных в Германию: «Мы не грабили, мы производили конфискацию».
Пауль Кайбель пытался переложить вину на своего начальника Йенеке — говорил, что план разрушения Евпатории разрабатывался по личному приказу Йенеке.
Подсудимых защищали советские адвокаты по назначению:
- Любимов;
- Татаринцев;
- Введенский;
- Гринев;
- Ерофанов;
- Михеев;
- Великотный.

Адвокат Н. А. Михеев в декабре 1947 года будет выступать защитником на Новгородском процессе.

## Здание судебного процесса
Севастопольский процесс проходил в Доме офицеров Черноморского
флота. В фойе организовали фотовыставку: три щита фотодокументов и диаграмм (на фото были видны руины Севастополя и Керчи, Новороссийска и Старого Крыма, трупы расстрелянных, замученных, сожженных и заживо погребенных советских граждан).

## Ход судебных заседаний
21 ноября 1947 года на судебном заседании выступил военный прокурор Д. Г. Камынин, который потребовал для всех подсудимых высшей меры наказания — 25 лет заключения в исправительно-трудовых лагерях.

## Приговор, его обжалование и исполнение

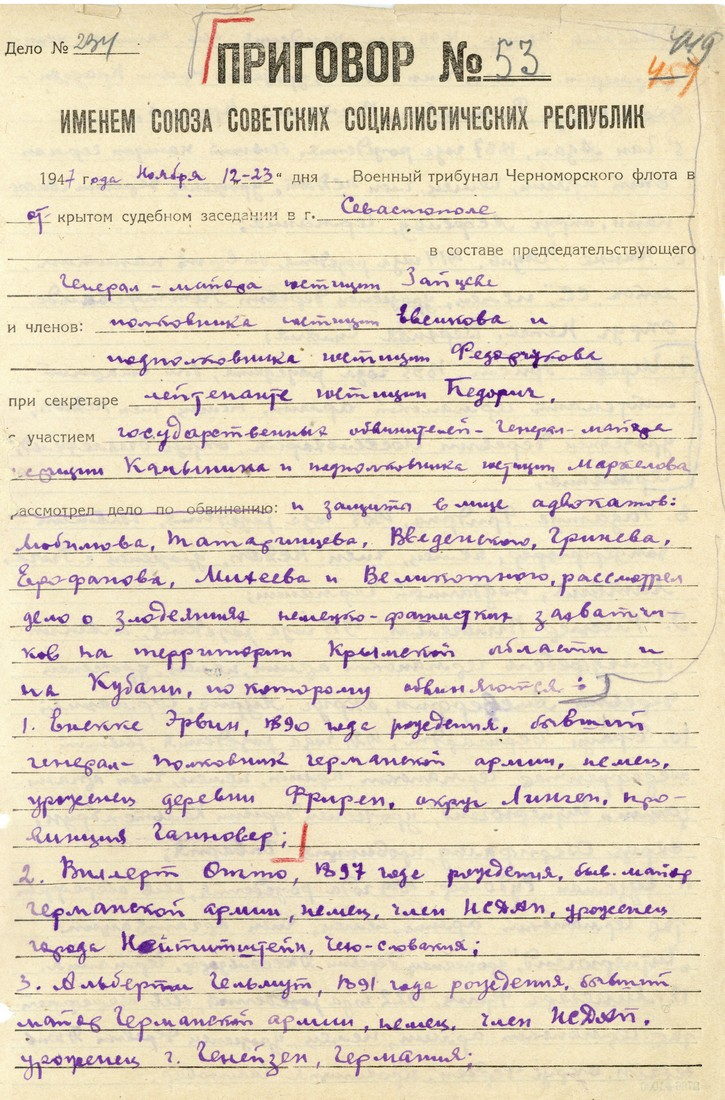
Первая страница приговора Севастопольского процесса, 23 ноября 1947 года

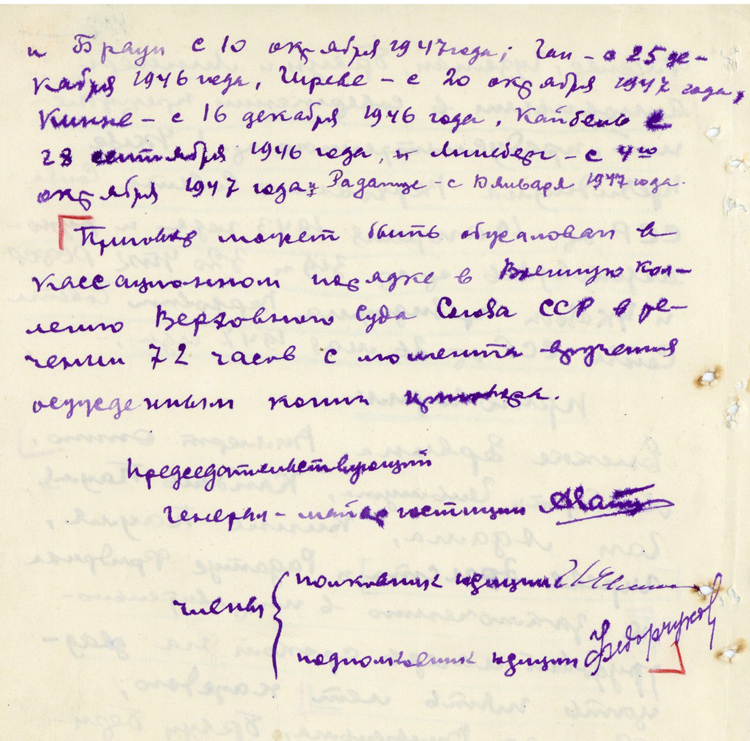
Право обжалование приговора Севастопольского судебного процесса в течение 72 часов на его последней странице

23 ноября 1947 года суд огласил приговор:
- 8 подсудимых (Йенеке и офицеры) — 25 лет каждому;
- 4 подсудимых (нижние чины — В. Флеснер, Б. Браун, Р. Гуземан и Ф. Линеберг) — 20 лет каждому.

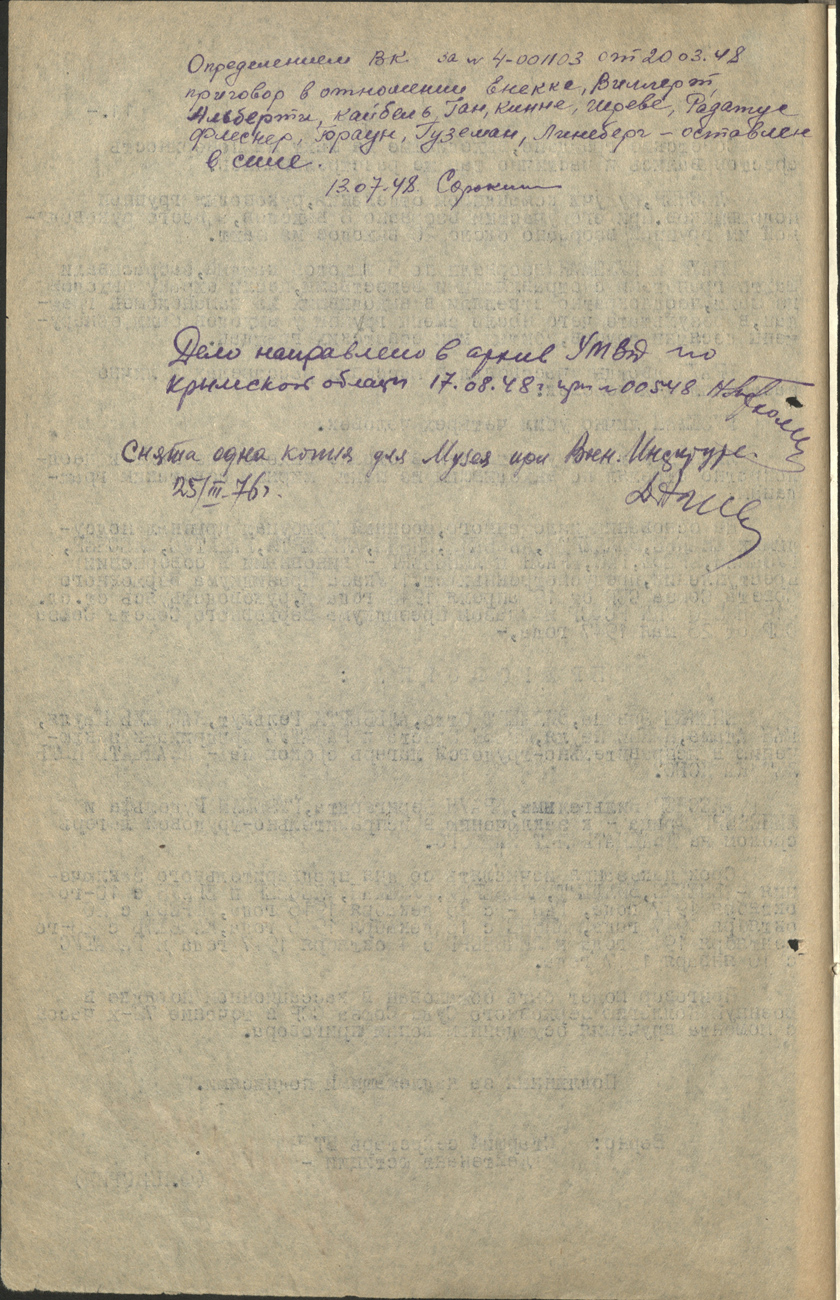
Сведения о неудачном обжаловании приговора, указанные на его машинописной копии в архиве города Севастополя

В приговоре было зафиксировано право его обжалования:

Приговор может быть обжалован в кассационном порядке в Военную коллегию Верховного Суда Союза ССР в течение 72 часов с момента вручения осужденным копии приговора.
Приговор был обжалован. Однако Военная коллегия Верховного суда СССР 20 марта 1948 года оставила приговор в силе. Об этом 13 июля 1947 года была сделана надпись на копии приговора, хранящейся (по состоянию на 2021 год) в архиве города Севастополя:

Определением ВК за № 4-001103 от 20.03.48 приговор в отношении Енекке, Виллерт, Альберти, Кайбель, Ган, Кинне, Шреве, Радатус, Флеснер, Браун, Гуземан, Линеберг — оставлен в силе.
Йенеке (по состоянию на февраль 1954 года) отбывал наказание в Свердловской области. После этого (согласно эшелонному списку) Йенеке был переведен для отбывания наказания в Иваново.
В сентябре 1955 года СССР признал ФРГ, а канцлер К. Аденауэр в Москве договорился об установлении дипломатических отношений и об освобождении 10 тысяч немецких военнопленных. В 1955—1956 году выжившие осужденные Севастопольского процесса были репатриированы в ФРГ.

## Освещение процесса в СМИ

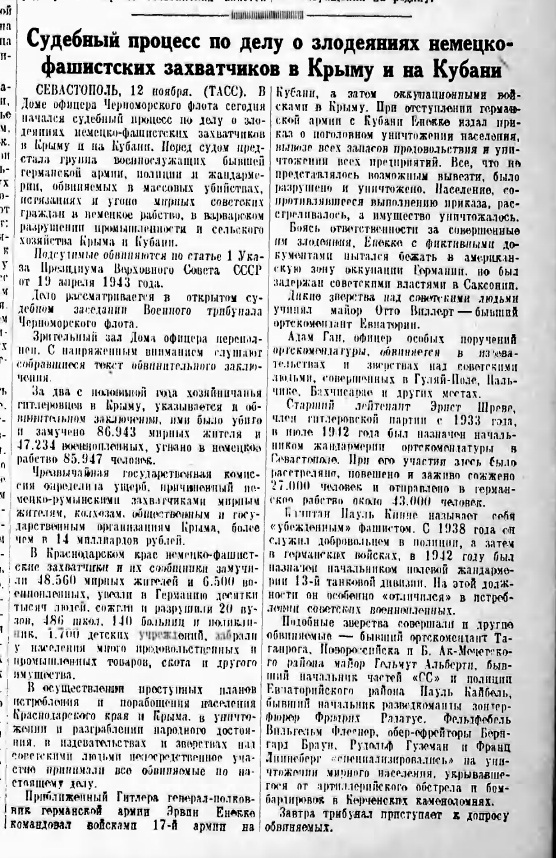
Сообщение «Известий» об открытии Севастопольского судебного процесса, 13 ноября 1947 года

Севастопольский процесс освещался в советских газетах:
- Центральные советские — «Известия», «Красная звезда»;
- Крымские — «Флаг Родины», «Слава Севастополя».

Два репортажа для «Известий» (опубликованы 16 и 21 ноября 1947 года) передал из Севастополя по телефону корреспондент Леонид Кудреватых.
В газетах публиковались письма советских граждан с требованием сурового наказания для подсудимых. Как и по другим процессам такого рода советские журналисты использовали в отношении подсудимых уничижительные эпитеты. Так, корреспондент «Известий» Леонид Кудреватых использовал следующие эпитеты:
«двенадцать двуногих зверей», «немецкие гангстеры», «садисты», «обер-бандиты», «варвары».
В одном из репортажей Кудреватых подчеркивал, что подсудимые совершали преступления не только в СССР, но и в Европе:

На советскую землю немецкие фашисты пришли уже с порядочным международным опытом злодеяний. Гаи отличался своими зверствами во Франции. Парижане, конечно, помнят «заслуженного» немецкого жандарма Шреве, ставшего впоследствии палачом города русской славы — Севастополя. Жители нескольких польских городов никогда не забудут «подвигов» бывшего капитана немецкой армии Кайбеля.
— За что вы расстреляли одиннадцать поляков в Кракове? — спросили Кайбеля на суде.

— Физически они не были полноценными. — отвечает фашистский выродок.

## Публикация материалов Севастопольского судебного процесса
По состоянию на 2021 год на сайте федерального архивного проекта «Преступления нацистов и их пособников против мирного населения СССР в годы Великой Отечественной войны 1941—1945 гг.» размещены сканы следующих документов Севастопольского судебного процесса:
- Приговор;
- Обвинительное заключение;
- Справка ГУПВИ от 16 мая 1947 года.

## В культуре
В 2019 году Севастопольская государственная телерадиокомпания сняла документальный фильм «Севастопольский Нюрнберг» о Севастопольском судебном процессе. Режиссёр и автор сценария — Константин Ковригин.

## Последующие судебные процессы по военным преступлениям в Крыму
После Севастопольского процесса продолжилось выявление и осуждение лиц, обвиняемых в военных преступлениях в Крыму: как в СССР, так и за рубежом. В частности, следствие велось на территории Румынии — как в отношении советских коллаборационистов, так и в отношении румынских граждан.

### Процессы в Румынии
В январе 1948 года Генеральная дирекция безопасности приказала полиции найти и арестовать 24 бывших членов Симферопольского мусульманского комитета, которые укрылись в Румынии. Ночью 19 апреля 1952 года в Румынии были арестованы крымские татары. Аресты продолжались в 1953 году. Часть арестованных передали в СССР, часть судил румынский суд. В 1952 году румынское Секуритате арестовала жену А. Осенбашлы, передало в СССР, где она была осуждена на 25 лет. Так Салиф Джамер был осуждён судом Бухареста к 8 годам лишения свободы за то, что совершил преступления против СССР: в 1943—1944 годах был членом национального комитета, вёл националистическую пропаганду, собирал деньги и одежду предателям из СССР. В феврале — марте 1953 года была арестована группа граждан Румынии (15 татар и 1 румын), которых обвинили в следующем:
- Создание националистической татарской организации, которая вела пропаганду за «освобождение» Крыма от большевизма и создание независимого татарского государства;
- Сбор продуктов питания и денег, предоставление жилья татарским националистам;
- Укрывательство татарских националистов от властей и полиции;
- Вербовка в 1942—1943 годах в Добрудже добровольцев для участие в войне против СССР;
- Шпионаж в пользу Турции и Великобритании.

Главой этой организации был назван Ирстмамбет Юсуф, который сотрудничал с Шевкетом Мусой, секретарём турецкого консульства в Констанце. 11 марта 1953 года членов организации судили в Бухаресте и приговорили: 2-х человек к пожизненному лишению свободы с конфискацией имущества, 1 человек получил пожизненное лишение свободы, остальные (в том числе одна женщина) получили от 2 до 15 лет лишения свободы. В ноябре 1953 года двум из трёх осуждённых пожизненное лишение свободы было заменено на 25 лет.

### Процесс Эриха Манштейна

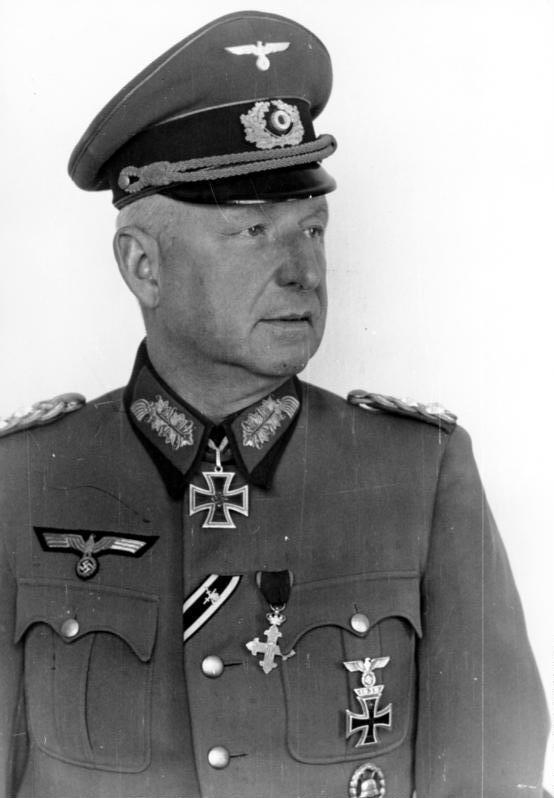
Эрих фон Манштейн, фото 1942 года

Дело Э. фон Манштейна рассматривалось британским военным трибуналом в Гамбурге. В ходе этого процесса вскрылись подробности массовых расстрелов жителей в Евпатории после разгрома десанта в январе 1942 года. В итоге фон Манштейн был в декабре 1949 года приговорен к 18 годам заключения, но в 1953 году освобожден по состоянию здоровья, умер в 1973 году.

### Симферопольские процессы над советскими коллаборационистами
После Севастопольского процесса продолжались в Крыму судебные процессы над военными преступниками, но уже из числа советских коллаборационистов. В последующие годы находили в Крыму ранее неизвестные массовые захоронения жертв военных преступлений. Такие находки приводили к следственным действиями.
Так, в 1970 году при проведении земляных работ на шестом километре шоссе
Симферополь — Николаевка выявили ранее неизвестные места массовых казней советских людей времен оккупации Крыма: 28 ям, из которых извлечены останки 1480 жертв. Было проведено следствие и выявлены три группы лиц, причастных к преступлениям. В результате в Симферополе прошли три открытых судебных процесса над коллаборационистами: в 1972, 1974 и 1977 годах. Судебное разбирательство на этих процессах провели выездные сессии военных трибуналов Краснознаменных Киевского (1972 год) и Одесского (1974 и 1977 годов) военных округов, которые признали всех подсудимых виновными. Большинство подсудимых были приговорены к расстрелу, а остальные — к длительным срокам заключения. В частности, на судебном процессе 1974 года под председательством Героя Советского Союза, полковника юстиции Е. Б. Фрадкова судили Шихая Асанова, Нарсулу Мензатова, и Энвера Менаметова.

## Интересные факты
- В январе 1942 года советские фотокорреспонденты зафиксировали трупы убитых в Багеровском рву (там немцы расстреляли несколько тысяч евреев и несколько сотен иных советских граждан). Согласно справке ГУПВИ от 16 мая 1947 года предполагалось предать суду в Севастополе 7 военнопленных, причастных к расстрелам в декабре 1941 года в Багеровском противотанковом рву (тогда были убиты несколько тысяч евреев, а также несколько сотен иных советских граждан. Однако в итоговое обвинительное заключение расстрелы в Багеровском рву не вошли и эти 7 военнопленных не попали в перечень подсудимых Севастопольского процесса. Однако казни в Багеровском рву приобрели всемирную известность благодаря фотографии «Горе», сделанной фотокорреспондентом Дмитрием Бальтерманцем в 1942 году во время кратковременного освобождения Керчи в начале 1942 года.